# Giovanni Battista del Tasso
Pour les articles homonymes, voir Tasso (homonymie).
 (mai 2015).
Giovanni Battista del Tasso, né en 1500 à Florence où il est mort le 8 mai 1555, est un maître-graveur sur bois, sculpteur et architecte italien, qui a été actif à Florence, à Rome et à Gênes.

## Biographie
Il est le fils de Marco Del Tasso il Vecchio et l'artiste le plus représentatif de la famille Del Tasso.
Il appartient au cercle de Niccolò Tribolo, de  Francesco Salviati et de Benvenuto Cellini, avec qui il est à Rome en  1518 et 1519.
En 1536, il se documente à Florence, œuvrant à la décoration des festivités de l'entrée dans la ville de l'empereur Charles Quint.
En 1541, il collabore avec Niccolò Tribolo aux décorations festives du baptême de François Ier de Médicis.
Toujours à Florence, il collabore à plusieurs travaux : au modèle du Persée tenant la tête de Méduse de Benvenuto Cellini (1545), à l'exécution de motifs en bois de la bibliothèque Laurentienne, sculptés à partir des dessins de Michel-Ange, en collaboration avec le sculpteur romain Antonio Carota (~1550).
Comme architecte, avec Bernardo Buontalenti, il conçoit et dirige, vers 1548, les travaux d'agrandissement et d'embellissement du Palazzo Vecchio, son accomplissement en œuvres sur bois de la Sala Nuova, et par des ajouts à la Loggia del Grano.
On lui doit principalement la Loggia del Mercato Nuovo, construite  entre 1547 et 1551 dans le style de Michel-Ange et les bastions devant la Porta Pitti (1552).
À Gênes, on lui doit des sculptures sur les galères d'Andrea Doria.
À la mort de leur père, Maestro Del Tasso, l'activité de l'atelier passe sous la conduite  de ses fils Filippo, Domenico  et Marco il Giovane, qui étaient déjà ses collaborateurs.
Battista Del Tasso a été loué par Benvenuto Cellini pour sa virtuosité technique et décorative, entre la ciselure et la sculpture.

## Œuvres
- La Loggia del Mercato Nuovo, construite entre 1547 et 1551

### Sources
- Paolo Cesari (dir), « Giovanni Battista Del Tasso » dans Dizionario artisti del legno attivi in Italia, AbacuSistemArte, 2006, cod. 98344 (lire en ligne)